# Повітряний простір України
Дані про органи управління Повітряних Сил Збройних Сил України, що здійснюють контроль за використанням повітряного простору України[недоступне посилання]
| №  | Військова частина, адреса            | Телеграфна адреса (АФТН) | Межі зони відповідальності військової частини                                                                                                  |
| -- | ------------------------------------ | ------------------------ | --- |
| 1. | В/ч А0178, 03049, м. Київ,           | УККУПОЬЬ                 | По всій території України |
| 2. | В/ч А0780, 81134, Львівська область, | УКЛЛПОХХ                 | Вільча — Житомир — Вінниця — Могилів — Подольський                                                                                             |
| 3. | В/ч А0800, 65120, м. Одеса           | УКООПОЬЬ                 | Слободка — Гайворон — Казанка — Марганець — Н.Азов — Керч                                                                                      |
| 4. | В/ч А1620, 65120, м. Одеса           | УКООПОЬЬ                 | Слободка — Гайворон — Казанка — Марганець — Н.Азов — Армянськ — Тарханкут                                                                      |
| 5. | В/ч А1656, АРК, м. Севастополь       | УКФФПОХХ                 | Тарханкут — Армянськ — Н.Азов — Керч |
| 6. | В/ч А0820, 03049,                    | УККУПОЬЬ                 | Вільча — Житомир — Вінниця — Могилів-Подільський — по державному кордону — Слободка — Гайворон — Казанка — Марганець — Н.Азов — Керч           |
| 7. | В/ч А1880, 08606, Київська           | УКККПОЬЬ                 | Вільча — Житомир — Вінниця — Могилів-Подільський — по державному кордону — Слободка — Гайворон — Казанка — Світловодськ — Миргород — Білопілля |
| 8. | В/ч А1451, 61018, м. Харків,         | УКХХПОЬЬ                 | Білопілля — Миргород — Світловодськ — Казанка — Марганець — Н.Азов — Керч                                                                      |